# La Bâtie-Neuve
La Bâtie-Neuve è un comune francese di 
2 544  abitanti situato nel dipartimento delle Alte Alpi della regione della Provenza-Alpi-Costa Azzurra.

## Società

### Evoluzione demografica
Abitanti censiti